# Lista de praias de Aljezur

## As Praias de Aljezur
Com uma linha de costa muito rochosa, que por diversas vezes é interrompida por maravilhosos areais que dão nome às diversas praias. Quase todas as praias são a foz das principais ribeiras da região. Junto às praias pode-se observar as imponentes arribas , talhadas de xisto e grauvaques, de cor acentuadamente cinzenta e preta.
- Praia das Adegas
- Praia do Amado
- Praia da Amoreira
- Praia da Arrifana
- Praia da Bordeira
- Praia do Canal
- Praia da Carreagem
- Praia do Monte Clérigo
- Praia de Odeceixe
- Praia do Penedo
- Praia da Quebrada
- Praia da Samouqueira
- Praia de Vale dos Homens
- Praia de Vale Figueiras